# Faculté de communication de Pontevedra
Pour un article plus général, voir Campus de Pontevedra.
La Faculté de communication de Pontevedra est une faculté de communication espagnole fondée en 1993 à Pontevedra et basée sur le campus A Xunqueira.

## Histoire
La Faculté des sciences sociales de Pontevedra, qui est à l'origine de l'actuelle Faculté de communication, a été créée par le décret 192/1993, du 29 juillet, dans son article 19. La licence en publicité et relations publiques, la seule du système universitaire galicien, a été la première mise en œuvre dans la faculté. Le doyen-commissaire qui a élaboré le programme du nouveau diplôme est Alejandro Pizarroso Quintero, professeur à la faculté des sciences de l'information de l'université complutense de Madrid. Le cursus a été approuvé le 1er juillet 1994.
La Faculté des Sciences Sociales a commencé à fonctionner à Pontevedra le 10 octobre 1994 dans un bâtiment provisoire, l'ancien hospice provincial de la rue Sierra, où elle est restée jusqu'en 2000, date à laquelle le nouveau grand bâtiment de la faculté construit sur le Campus A Xunqueira, conçu par l'architecte de Saint-Jacques-de-Compostelle José Carlos Arrojo Lois, a débuté ses activités.
En 1999, par le décret 250/1999 du 9 septembre, article 4, les études de gestion et d'administration publique comme deuxième diplôme universitaire pouvant être obtenu dans l'établissement ont été proposées.
En mai 2003, la faculté a été autorisée à proposer un diplôme en communication audiovisuelle et le nom de la faculté a été changé de Sciences sociales en Faculté des sciences sociales et de la communication,.
Le 7 juillet 2022, par le décret 133/2022, la Faculté de gestion et d'administration publique a été créée sur le campus de Pontevedra, et la licence en gestion et direction publique est désormais proposée dans cette faculté,,.
Le 29 décembre 2022, par le décret 230/2022 du ministère régional de l'Éducation, la faculté a été renommée Faculté de communication,.

## Formations
La faculté de communication de Pontevedra propose des formations en Licence, Master et Doctorat dans les domaines de la communication, de la publicité et des relations publiques et de la communication audiovisuelle.
- Licence en publicité et relations publiques (formation en 4 ans)[2],[14].
- Licence en communication audiovisuelle (formation en 4 ans)[8],[14].

Comme études validant le deuxième cycle de l'enseignement supérieur, la faculté propose les masters suivants:
- Master en direction artistique dans le domaine de la publicité[15],[16].
- Master en communication sur les réseaux sociaux et en création de contenu numérique[17],[16].

La faculté propose également un doctorat en communication, approuvé par le Conseil des universités,.

## Installations
La bibliothèque centrale du campus de Pontevedra est située au premier étage de la faculté. Le bâtiment dispose de deux studios de radio et de deux plateaux (télévision et cinéma). Il dispose également d'une salle Pro Tools, où l'on peut tourner une maquette professionnelle, de douze cabines de montage Avid et de plusieurs salles informatiques.

## Équipe décanale
Le doyen de la faculté est Xosé Manuel Baamonde Silva, et les vice-doyens sont José Pita, Xabier Martínez Rolán et Rosa Ricoy Casas. La secrétaire est Silvia García Mirón,.

## Activités
La faculté accueille une semaine de conférences et d'activités de formation axées sur la créativité publicitaire et audiovisuelle, qui se déroulent au cours du mois d'avril. Elles sont regroupées sous le nom de Culturkata, avec la participation d'éminents professionnels et anciens diplômés en tant qu'orateurs. 

## Culture
Fin avril, la principale fête du campus de Pontevedra, Santa Kata ou Santa Catabirra, est dédiée à la patronne de la faculté de communication, Sainte Catherine de Sienne. Des milliers de jeunes de toute la Galice participent à ce festival.

## Galerie

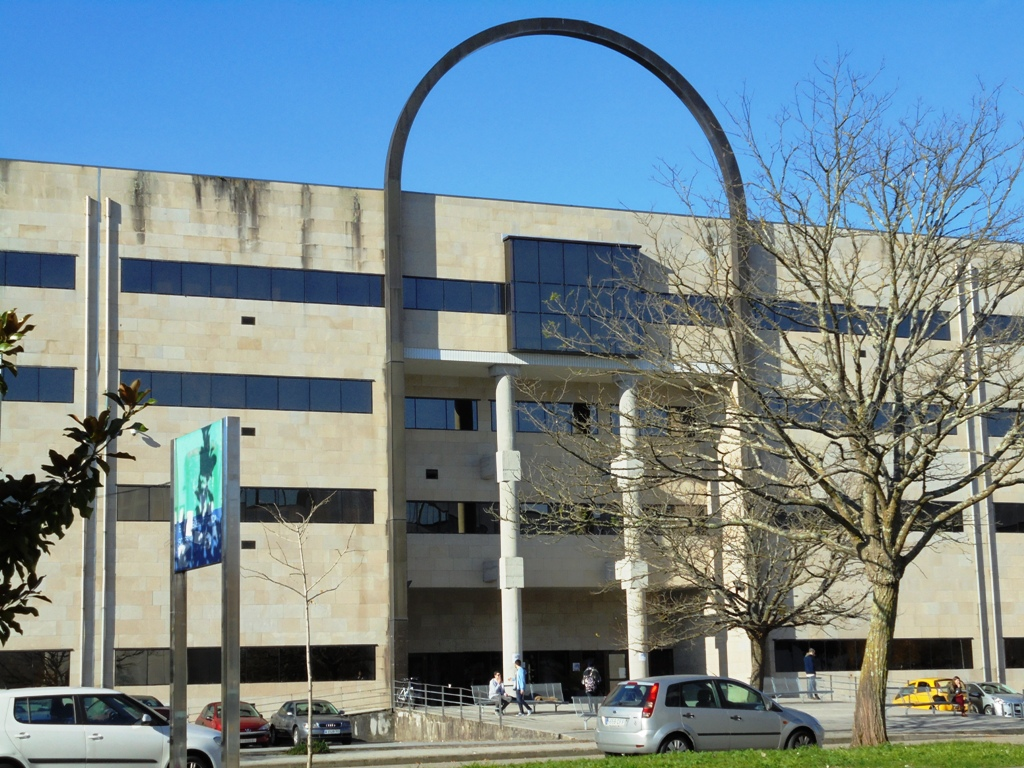
Entrée de la faculté
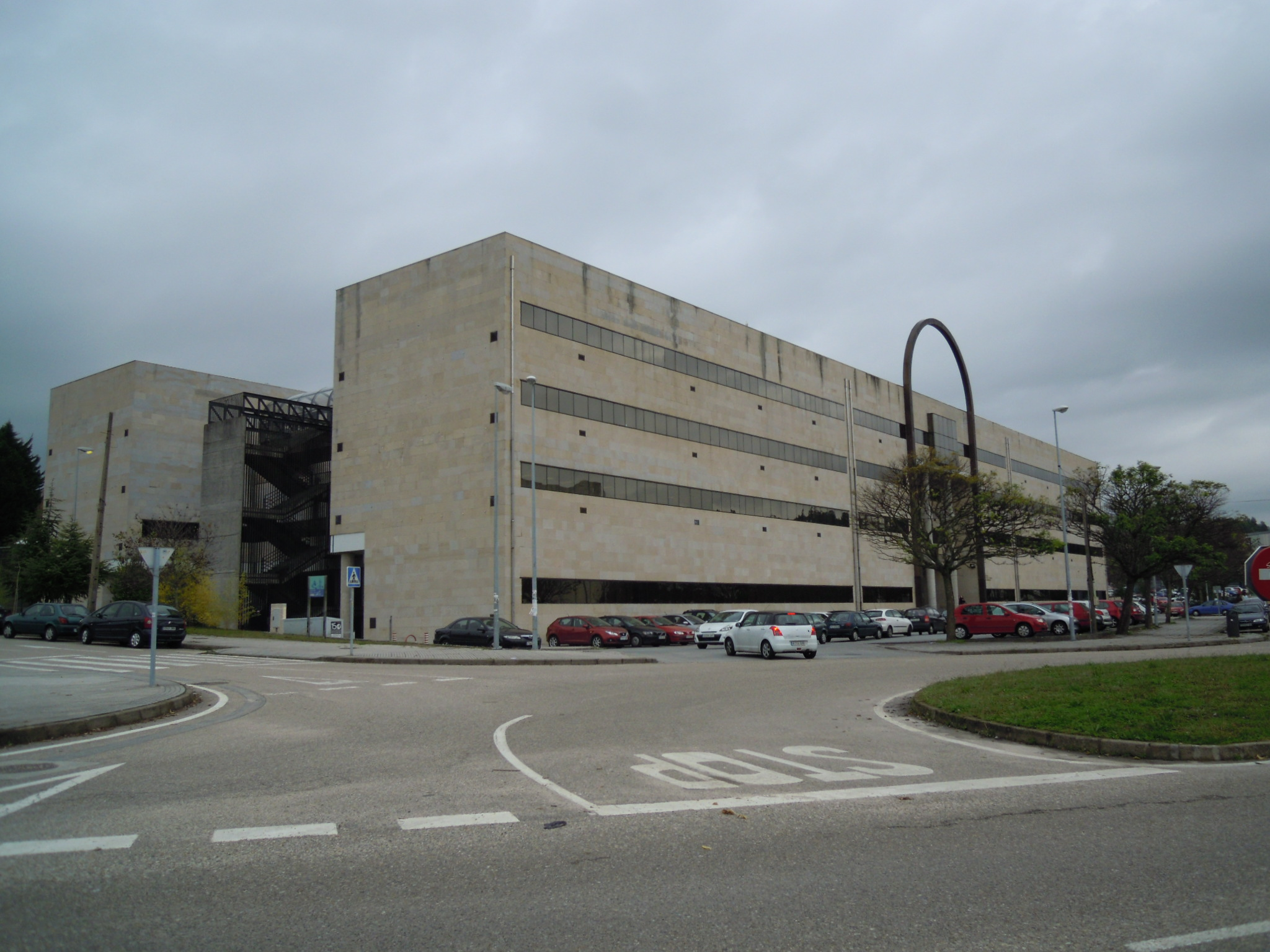
Façade sud
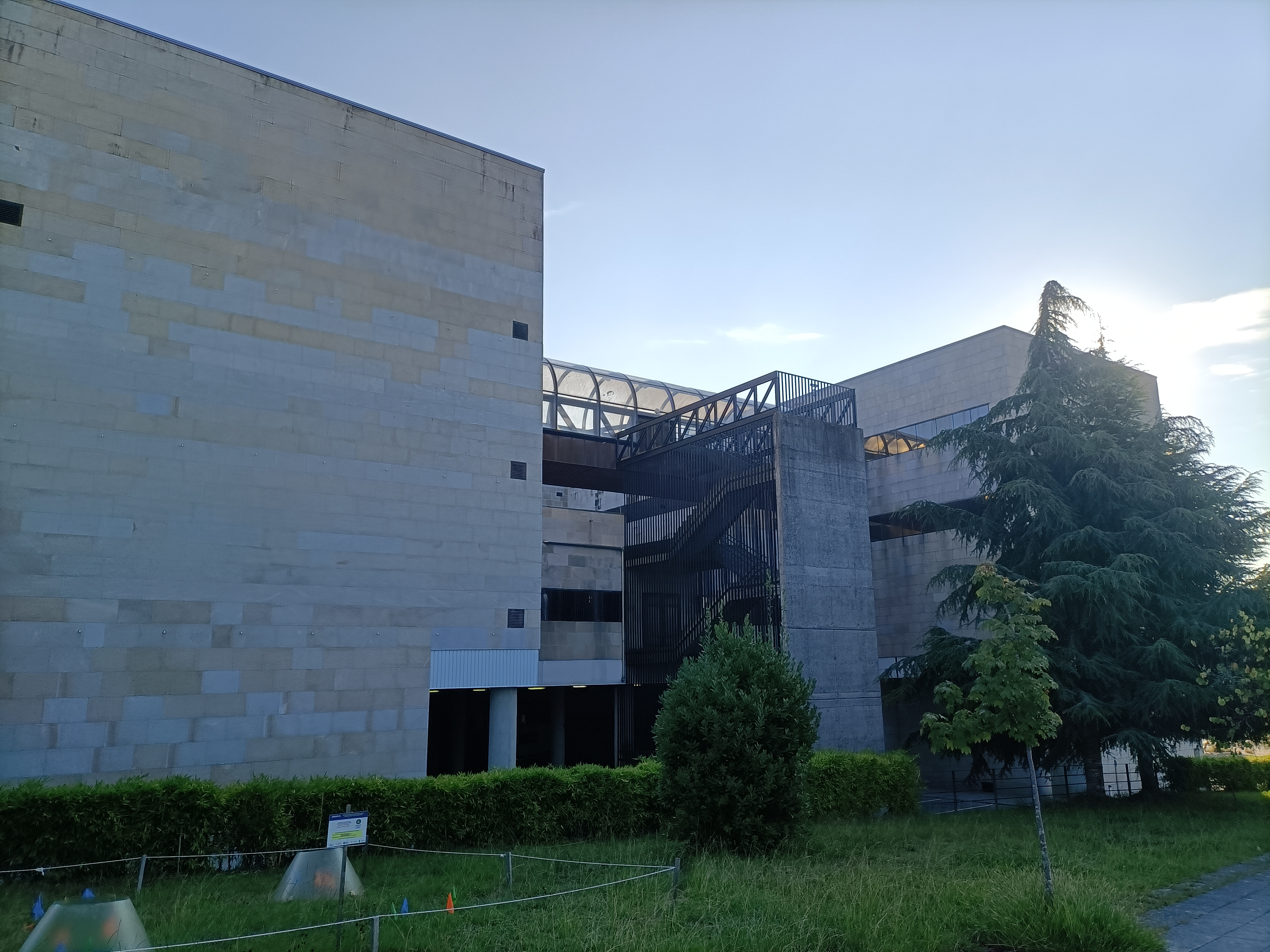
Façade latérale sud-ouest
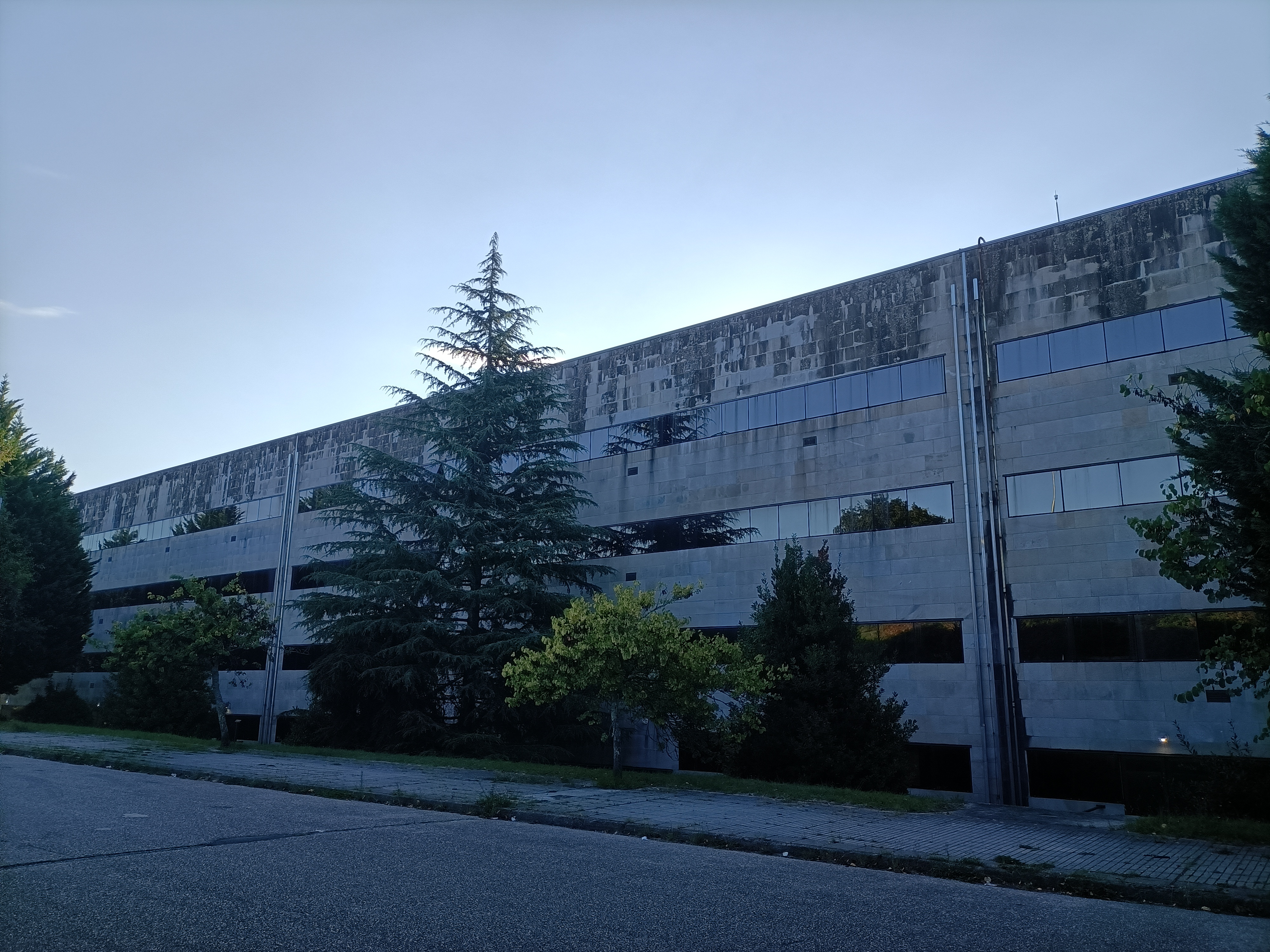
Façade arrière de la faculté
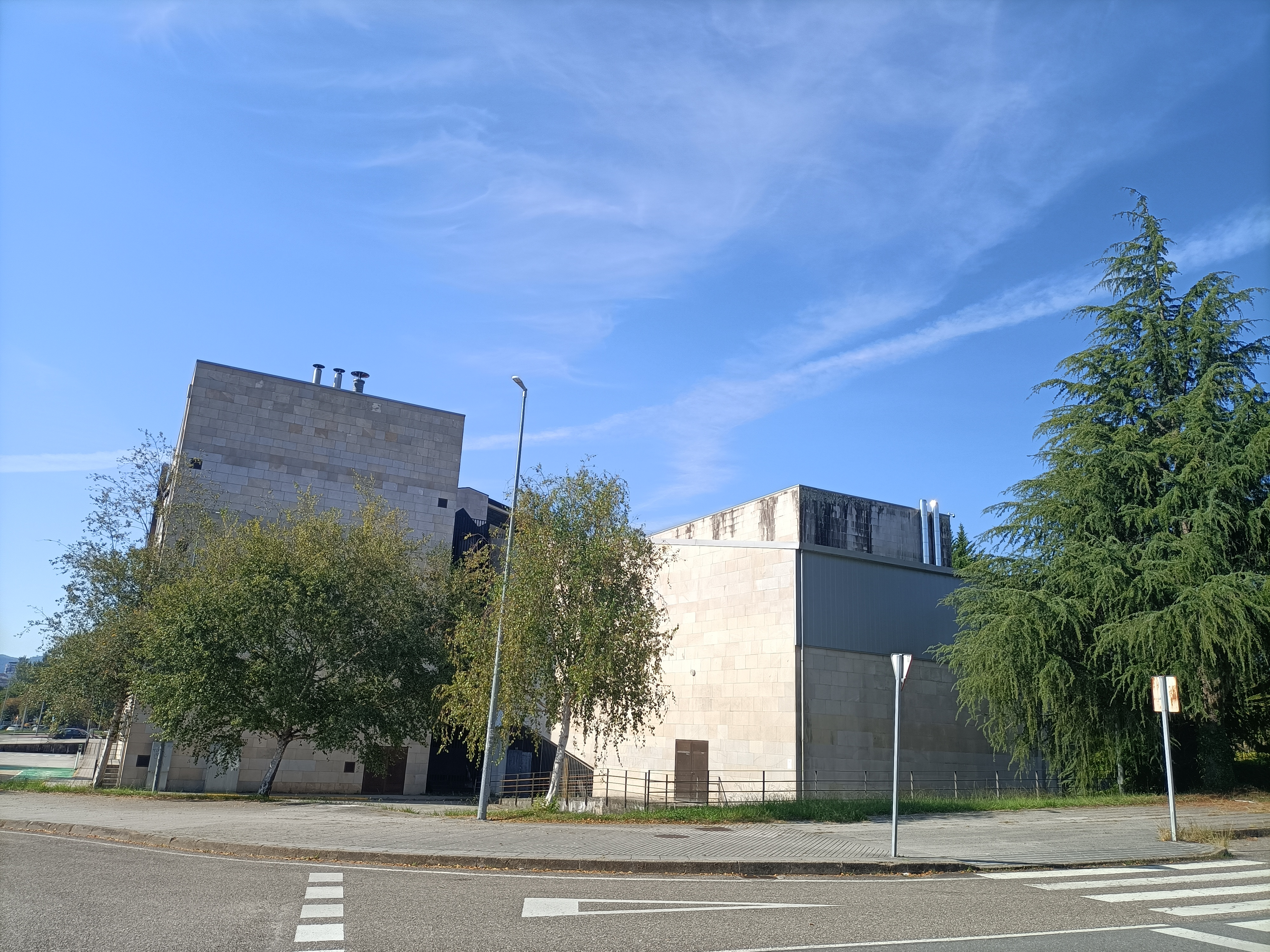
Façade latérale nord-est